# Sound Express
Sound Express var ett dansband från Mariestad i Sverige, bildat 1985. 1987 började bandet spela på heltid, och 1994 slog man igenom då bandet kvalificerade sig till finalen i tävlingen "Årets dansband" i Café Norrköping. 1995 deltog bandet i Svenska dansbandsmästerskapen i Sunne, där man förlorade med en rösts marginal till Martinez. Däremot vann man publikomröstningen, som alltid sker parallellt med juryns röstning.
1996 hoppade sångaren av. I mars 1998 blev kapellmästare Torbjörn Jansson ny sångare. I mitten av 1999 vann bandet dansbands-SM.
Bandets musik är tuffare och rockinspirerad än traditionell dansbandsmusik, och bandet har även blivit ett erkänt "liveband"  som inte använder förinspelade ljud i en tid där det blivit allt vanligare.

## Diskografi

### Album
- Vi är, vi finns! - 1999

## Melodier på Svensktoppen
- Vi är, vi finns! - 1999
- "Från och med nu!" - 2001

### Missade listan
- "Alla dina stora drömmar" - 1999
- "Den dagen" - 2000
- "Så länge vi lever" - 2000

## Medlemmar
- Rikard André - klaviatur, kör
- Torbjörn Jansson - sång, gitarr
- Jonas "JonAce" Källsbäck - trummor, kör
- Andreas Eriksson - bas, kör
- Tony Malmberg - Gitarr, Sång

(Gary Geszti - gitarr fram till hösten 2002)
- Ola Zetterberg - pianist